# Apaturina
Apaturina es un género monotípico de lepidópteros perteneciente a la familia Nymphalidae.  Su única especie Apaturina erminea, se encuentra en Papúa Nueva Guinea.
Las orugas se cree que se alimentan de: Celtis latifolia (Ulmaceae).
La mariposa adulta de esta especie es de color negro con un parche de color azul-verdoso iridiscente en la base de cada ala anterior, y un parche azul iridiscente grande en cada ala posterior. Tiene una banda diagonal de manchas blancas en cada ala anterior y dos puntos blancos en el ápice de cada ala anterior. Cada ala posterior tiene una mancha ocular.

## Sinonimia
- Papilio erminea Cramer, 1779
- Apaturina aruensis Joicey & Talbot, 1924
- Apaturina splendidissima Bryk, 1939
- Apaturina principalis Bryk, 1939
- Apaturina androtropa Bryk, 1939